# Kiss Me, Kiss Me, Kiss Me
Kiss Me, Kiss Me, Kiss Me – siódmy studyjny album brytyjskiego zespołu The Cure wydany w 1987 roku. Dzięki niemu zespół zyskał popularność zarówno w Stanach Zjednoczonych (to ich pierwszy album, który dostał się do pierwszej czterdziestki listy magazynu Billboard), jak i na całym świecie. Po nim, w 1989 roku, została wydana kolejna bardzo znana płyta - Disintegration.

## Historia płyty
Na początku był to podwójny album. Został też wydany na CD. Jest to pierwsza płyta The Cure, która trwa ponad godzinę (przeszło 74 minuty) – wcześniejsze albumy trwały ok. 30-45 minut. Z tego powodu jeden z utworów, "Hey You!", musiał zostać usunięty z oryginalnego wydania CD.
Jest to ostatni album, w który Laurence Tolhurst miał jakikolwiek wkład. Robert Smith powiedział, że piosenka "Shiver and Shake" została przez niego napisana właśnie o malejącej roli Tolhursta w zespole. Co prawda Tolhurst został wymieniony na kolejnym albumie (Disintegration) jako jeden z twórców (zostało mu przypisane granie na "innych instrumentach"), ale oficjalnie zostało potwierdzone, że nie miał żadnego wkładu w tworzenie tej płyty.
Specjalny gość, Andrew Brennan, gra na saksofonie w piosence "Hey You!" i "Icing Sugar".

## Ponowne wydanie w 2006 roku
Album został ponownie wydany w sierpniu 2006 roku (8 sierpnia w Stanach Zjednoczonych i 14 sierpnia w Wielkiej Brytanii). Pierwszy dysk zawiera oryginalny album oraz utwór "Hey You!", który, z powodu braku miejsca na płycie, musiał zostać usunięty z oryginalnego wydania. Drugi dysk zawiera demo lub koncertowe wykonanie każdej piosenki z pierwszego dysku. Znajduje się na nim m.in. nagranie piosenki "Why Can't I Be You?" z ostatniego koncertu trasy "Kissing Tour" z Wembley Arena.
Robert Smith napisał na stronie internetowej zespołu, że miał do wyboru tyle utworów, iż powstały z tego aż trzy dyski. Jeden zawierał oryginalny album, drugi dema b-side'ów i niepublikowane wcześniej utwory, a trzeci alternatywne wersje piosenek z oryginalnej płyty. Smith mógł jednak wydać tylko dwa dyski, więc, po przedyskutowaniu tego z rodziną i przyjaciółmi, zdecydował, że wyda trzeci i, oczywiście, pierwszy dysk. Smith powiedział też, że drugi z wcześniej wymienionych dysków może również zostać w przyszłości wydany.

## Lista utworów
Wszystkie teksty piosenek napisane przez Roberta Smitha; muzyka napisana przez Gallupa, Smitha, Thompsona, Tolhursta i Williamsa.

### Oryginalne wydanie z 1987 roku
1. "The Kiss" – 6:17
2. "Catch" – 2:42
3. "Torture" – 4:13
4. "If Only Tonight We Could Sleep" – 4:50
5. "Why Can't I Be You?" – 3:11
6. "How Beautiful You Are" – 5:10
7. "The Snakepit" – 6:56
8. "Just Like Heaven" – 3:30
9. "All I Want" – 5:18
10. "Hot Hot Hot!!!" – 3:32
11. "One More Time" – 4:29
12. "Like Cockatoos" – 3:38
13. "Icing Sugar" – 3:48
14. "The Perfect Girl" – 2:34
15. "A Thousand Hours" – 3:21
16. "Shiver and Shake" – 3:26
17. "Fight" – 4:27

Piosenka "Hey You!" została usunięta z oryginalnego wydania albumu z powodu braku miejsca na płycie.

### Ponowne wydanie z 2006 roku

#### Pierwszy dysk
Pierwszy dysk zawiera oryginalny album, jak wyżej, ale pojawia się na nim "Hey You" (2:22) jako ósmy utwór.

#### Drugi dysk: trudno dostępne nagrania z lat 1986-1987
1. "The Kiss" (domowe demo Roberta Smitha) – 3:40
2. "The Perfect Girl" (demo ze studia) – 3:26
3. "Like Cockatoos" (demo ze studia) – 2:11
4. "All I Want" (demo ze studia) – 3:33
5. "Hot Hot Hot!!!" (demo ze studia) – 3:49
6. "Shiver and Shake" (demo ze studia) – 2:55
7. "If Only Tonight We Could Sleep" (demo ze studia) – 3:16
8. "Just Like Heaven" (demo ze studia) – 3:26
9. "Hey You!" (demo ze studia) – 2:32
10. "A Thousand Hours" (studyjny remiks) – 3:27
11. "Icing Sugar" (studyjny remiks) – 3:20
12. "One More Time" (studyjny remiks) – 4:36
13. "How Beautiful You Are" (bootleg) – 5:22
14. "The Snakepit" (bootleg) – 7:30
15. "Catch" (bootleg) – 2:32
16. "Torture" (bootleg) – 4:04
17. "Fight" (bootleg) – 4:30
18. "Why Can't I Be You?" (bootleg) – 7:43

Utwory 1-9 są instrumentalne.

## Twórcy
- Robert Smith – gitara, instrumenty klawiszowe, śpiew
- Simon Gallup – gitara basowa
- Porl Thompson – gitara, instrumenty klawiszowe, saksofon
- Lol Tolhurst – instrumenty klawiszowe
- Boris Williams – instrumenty perkusyjne, perkusja
- Andrew Brennan – saksofon w "Icing Sugar" i "Hey You!"
- Roger O’Donnell – instrumenty klawiszowe w koncertowych nagraniach piosenek na wydaniu deluxe

### Produkcja
- Dave Allen, Robert Smith – produkcja
- Sean Burrows, Jacques Hermet – producenci pomocniczy
- Bob Clearmountain – miksowanie

## Notowania na listach muzycznych

### Album
| Rok  | Kategoria              | Pozycja |
| ---- | ---------------------- | ------- |
| 1987 | The Billboard 200      | 35      |
| 1987 | Wielka Brytania Top 40 | 6       |
| 1987 | Australia Top 40       | 9       |
| 1987 | Austria Top 40         | 4       |
| 1987 | Francja Top 50         | 2       |
| 1987 | Niemcy Top 40          | 4       |
| 1987 | Szwecja Top 40         | 13      |
| 1987 | Szwajcaria Top 40      | 3       |

### Single
| Rok  | Singel                | Kategoria                          | Pozycja |
| ---- | --------------------- | ---------------------------------- | ------- |
| 1987 | "Just Like Heaven"    | Hot Dance Music/Club Play          | 28      |
| 1987 | "Just Like Heaven"    | Hot Dance Music/Maxi-Singles Sales | 27      |
| 1987 | "Just Like Heaven"    | Billboard Hot 100                  | 40      |
| 1987 | "Why Can't I Be You?" | Hot Dance Music/Club Play          | 27      |
| 1987 | "Why Can't I Be You?" | Hot Dance Music/Maxi-Singles Sales | 8       |
| 1987 | "Why Can't I Be You?" | Billboard Hot 100                  | 54      |
| 1988 | "Hot Hot Hot!!!"      | Hot Dance Music/Club Play          | 11      |
| 1988 | "Hot Hot Hot!!!"      | Hot Dance Music/Maxi-Singles Sales | 50      |
| 1988 | "Hot Hot Hot!!!"      | Billboard Hot 100                  | 68      |